# My Giant
My Giant è un  film del 1998 diretto da Michael Lehmann.

## Trama
Sam è un agente cinematografico alla ricerca di talenti. Quando incontra per caso il gigante Max (l'attore Gheorghe Mureșan che lo interpreta è un ex cestista della NBA, alto 2,31 m) in un monastero romeno, crede di aver fatto il colpo della vita. Ma le cose non andranno come sperato.

## Distribuzione
In Italia il film è uscito nell'agosto del 1998 direttamente in vhs dalla Warner Home Video.